# ハゲタカ (映画)
『ハゲタカ』は、2009年（平成21年）に公開された日本映画。
2007年（平成19年）放送のNHK土曜ドラマ『ハゲタカ』の映画化で、作家・真山仁による一連の経済小説『ハゲタカ』シリーズから『ハゲタカ』『ハゲタカⅡ（「バイアウト」改題）』『レッドゾーン』を原作に、テレビドラマの続編としてドラマの4年後を舞台に製作された。

## 製作
NHK土曜ドラマ『ハゲタカ』が国内外で高い評価を得たことから、東宝などの製作委員会（後述の製作委員会参照）により映画化されることとなった。
ドラマから4年後が舞台で、出演者・スタッフともテレビドラマをほぼ踏襲し、原作者・真山仁が執筆した続編『レッドゾーン』をベースにテレビ版の後日談となる予定で、2009年5月公開を目指し、2009年1月15日にクランクインした。
しかし、リーマン・ショックが発生し、当初予定されていた脚本（日本に進出してくる中国系ファンドを日本の金融界がどう迎え撃つかという構想だった）が、全く時流に合わない物となり、制作サイドは、時系列をテレビ版と実際の時間との中間に位置する話として、完成していた脚本をそのまま採用するか、あるいは、現在の時間軸に合わせた物にするかの決断を迫られることとなった。制作サイドは検討の結果、「現在の時間軸に合わせた物語にするために脚本を大幅に書き換え（8割程度を書き換えたと言われる）、配役やその設定自体を見直す」という大胆な決断を下した。このため、当初の3月撮影終了、5月公開という予定は不可能となり、公開日は正式に6月6日と発表し直された。

## ストーリー
かつて、外資系投資ファンド「ホライズン・インベストメントワークス・ジャパン」を率いて日本の企業を次々と買い叩き、一世を風靡した「ハゲタカ」こと天才ファンドマネージャー・鷲津政彦（大森南朋）。彼は自ら「鷲津ファンド」を立ち上げ、三葉銀行時代の上司で企業再生家の芝野健夫（柴田恭兵）とともにあけぼの光学を立ち上げた後も、着々と企業買収を繰り返してはいたが、「ライオンソース事件」で一向に変わらない日本経済に嫌気がさし、最近は海外のリゾート地で隠遁に近い生活を送っていた。一方、あけぼの光学を立ち上げて経営を軌道に乗せた芝野は、日本を代表する大手自動車メーカー「アカマ自動車」に役員として迎えられ、企業再生の道を模索していた。
そんな時、芝野は海外を中心としたインターネットでアカマ自動車の悪評が流されているのに気が付き、誰かがアカマを狙っている、と考え鷲津の元を訪れ助けを求める。しかし、鷲津はこれを無下に断った。
一方、中国政府系ファンド・CLICの意向を受けた投資ファンド「ブルー・ウォール・パートナーズ」の代表で中国残留孤児3世の劉一華（玉山鉄二）はアカマ自動車のTOBに乗り出すことを宣言する。その背景には中国政府が自国へと技術を取り込みたい思惑があったのだが、劉はそれを知る由もない。劉は日本で記者会見を開き、アカマへのTOBとアカマへの熱い思いを語る。劉は幼少期畑で農作業に従事していたころに目の前の道を疾走する真っ赤な初代アカマGTを見て以来、アカマへの強い思いを抱いていた。一方、再び日本に舞い戻った鷲津は空港で劉の記者会見を見ていた。鷲津はアカマの筆頭株主でもあるMGS銀行の頭取・飯島（中尾彬）とアカマ自動車社長・古谷（遠藤憲一）の要請を受けホワイトナイトとしてアカマ買収に立ち向かうことを決意。MGS銀行が中心となって組成したシンジケートローンで資金調達を行うと、記者会見を開きアカマ自動車へのTOB開始を宣言する。
こうして「ハゲタカ」鷲津と「赤いハゲタカ」劉のアカマをめぐる攻防戦の幕が切って落とされた。しかし国家規模の巨額資本をバックに攻勢を仕掛ける劉に対し、鷲津はただ圧倒されなすすべもない。鷲津はドバイにてオイルマネーを調達したが、ついにはアカマが行っていた労働法違反を劉に突き止められ脅された古谷によって、アカマはブルー・ウォールとの提携を決定。鷲津はホワイトナイトの座から降ろされてしまう。中国の事業所よりCLICがアカマの全てを中国に持ち去る青写真を描いていることを知らされ焦りを隠せない芝野に、鷲津はあることを除いて想定通りであると電話で告げる。その手には、子供によるものと思わしき壁に描かれた赤い車の絵を写した写真があった。
鷲津はかつて敵対関係であった西乃屋旅館社長・西野（松田龍平）の協力を得ると、ドバイにて調達したオイルマネーを使い、アカマのファイナンシャル・アドバイザーを務めるアメリカの大手投資銀行「スタンリー・ブラザース」に買収提案を行う。投資銀行のノウハウは中国にとって喉から手が出る程欲しい存在でもあり、ブルー・ウォールはスタンリーのホワイトナイトとして名乗りを上げる。そうしてスタンリーの首脳陣は西野の仲介で劉と接触すると、ブルー・ウォールによる買収提案を受け入れた。しかしそれは、鷲津の予想通りの行動だった。
鷲津は劉に会い、勝利を確信する劉に「アカマなんてどうでも良かったんだろ」と問い詰められるが、「お前だけがアカマを本気で愛していたんじゃないのか」と切り返す。そして、劉に対し故郷を調べたことを告げ、「お前は誰なんだ」と問い詰めるが、動揺を隠せない劉はそのまま車に乗って立ち去った。芝野は鷲津から、村田（嶋田久作）の調査の結果、ブルー・ウォールの劉は何者かが成り済ました偽物であり、本物の劉は現在も中国の寒村で暮らしていることが判明したことを告げられる。村田によるとその寒村の更に奥地にある村で、ある少年が母親が工面した金で「頭を剃った」というが、分かったのはそこまでであり、結局劉に成り済ましているのが何者なのかは分からなかった。
スタンリーが劉と共に記者会見を開き、スタンリーがブルー・ウォールの買収提案を受け入れること、ブルー・ウォールがスタンリーに対して既存の発行済株式の買収に加えて優先株の引き受けを行い、資金面でのバックアップを行うことを発表する中、鷲津はスタンリーの金融商品「オルトX」を200億円分取得していた。スタンリーは返済見込みのない住宅ローンを束にして証券化すると、それを世界中の投資家に販売していた。オルトXはそういった金融商品の代表格であったが、サブプライムローン問題でスタンリー傘下のファンドはオルトX絡みで大きな打撃を被り、その損失補填でスタンリー本体の資金繰りも逼迫しつつあった。鷲津はスタンリー日本支社に電話を掛けると、購入したオルトXを200億円分全額解約すること、解約した資金をすぐに振り込むよう申し出る。既に東京市場は閉まって資金手当ては難しく、スタンリーはロンドン市場でMGS銀行から資金調達しようとするが、鷲津はロンドン市場が閉まるギリギリのタイミングで融資を断るよう飯島に根回しをしていた。ニューヨーク市場に資金調達の依頼が回る頃には「スタンリーが200億の資金手当てに失敗」という噂が世界中に広まっており、更に鷲津ファンドがスタンリー株を大量に投げ売りしたこともあってスタンリー株は暴落し、それに連鎖する形でアカマ株も暴落する。スタンリーへの投資資金が保たず、このままアカマに関わっていては連鎖破綻してしまうとしてCLICは劉にアカマから手を引くことを指示。最終的にスタンリーは経営破綻してブルー・ウォールはアカマの買収合戦から撤退し、鷲津ファンドは痛手を被るもアカマ買収に成功する。
鷲津は古谷や芝野、飯島を集め、古谷が行ってきた米国でのアカマ株式上場やオートローンによる無茶な販売拡大、スタンリーに乗せられての日本における証券化推進などの施策は、結局スタンリーに何十億も手数料収入で儲けさせただけであり、古谷の効率化の掛け声の下現場が1円単位でコストカットを行って地道に積み重ねた努力をゴミ箱に捨てたようなものであると批判する。古谷は鷲津にどうすれば良かったのか聞くが、鷲津は「自分は経営者ではなくファンドマネージャーに過ぎない」と一蹴。古谷から「あんたはハゲタカそのものだ」と罵倒されるも意に介さず、飯島に古谷の後任人事を任せてその場を去った。
一方、路上を歩いていた劉は公園に入ったところを背後から刺されて重傷を負う。刺された際に財布から散らばった金にホームレスたちが群がる中、瀕死の劉は雨の中鷲津の携帯に電話を掛けるが、鷲津はファンドの会議に出席して自分の執務室に携帯を置いており、それに出ることはなかった。会議を終えて執務室に戻った鷲津は携帯に記録された留守電から劉の悲痛な叫びを聞き、慌てて劉の携帯に電話を掛けるも、既に劉は息絶えており、それに出ることはなかった。
アカマで取締役会が開催され、古谷の社長解任が決まった。アカマ本社で芝野と会った鷲津は、芝野から飯島に後任のアカマ社長への就任を依頼されたことを聞く。日本人の勤勉さ・誠実さに誇りを持ち、まだまだ日本は捨てたものではないと語る芝野に「クソが付く位真面目だ」と言った鷲津は、劉から届いた封書に入っていた劉のアカマ再建試案を手渡す。封書には同様の再建試案が入っていたが、アカマのそれはその何倍ものページが割かれており、まともな再建案が書かれていた。これからどうするのかと芝野に聞かれた鷲津は「資本主義の焼け野原を見に行く」と言った。
鷲津は劉の故郷へと赴くと、荒れ果てた劉の生家を訪ね、写真で見た赤い車の絵、すなわち劉が幼少期見たアカマGTの絵を見る。その後、死者があの世で困らない様紙幣を焼くという中国の慣習を目にし、「誰かが言った、人生の悲劇は2つしかない。1つは金のない悲劇、もう1つは金のある悲劇。世の中は金だ。金が悲劇を生む…」と回想した鷲津は、かつて初代アカマGTが疾走していく姿を劉が目にした道を、一人で歩いていくのであった。

## 登場人物

### 主要人物
鷲津政彦
演 - 大森南朋
鷲津ファンド代表で、「ハゲタカ」の異名を持つ天才ファンドマネージャー。あけぼの光学を立ち上げた後も引き続き企業買収を続けていたが、旧態依然として変わらない日本経済に愛想を尽かして国外で暮らしており、国内ではすでに「過去の人」扱いされている（死んだとのうわさも立った）。芝野らの要請を受け、劉と対決することに。
劉一華（リュウ・イーファ）
演 - 玉山鉄二
ブルー・ウォール・パートナーズ代表。中国・湖南省の寒村出身で、残留日本人孤児三世。ホライズン社で「使い走り」をしていた際に鷲津と出会っている。幼少の頃に農作業中に「アカマ自動車」製の赤い車を見たのをきっかけにアカマ自動車に強い想い入れがある。しかし何故、田舎町で日本車を見たか本人も謎である。
三島由香
演 - 栗山千明
東洋テレビのニュースキャスター。34歳となった現在でも現場取材をこなす。
守山翔
演 - 高良健吾
アカマ自動車派遣工。劉にそそのかされ、アカマ自動車への糾弾デモを行う。
古谷隆史
演 - 遠藤憲一
アカマ自動車代表取締役社長。
西野治
演 - 松田龍平
西乃屋旅館社長。かつてはITベンチャー企業「ハイパークリエーション」の社長であり、外資ファンド時代の鷲津と大空電機を巡りTOB合戦を繰り広げた。現在はかつて鷲津に売り飛ばされた実家の旅館を買い戻し、ようやく経営を軌道に乗せるまでに信用を回復させている。
IT企業社長時代にスタンリー・ブラザースのワインスタイン会長と繋がりを持っており、それを利用して鷲津の策に協力する。
飯島亮介
演 - 中尾彬
アカマ自動車の筆頭株主であるMGS銀行の頭取。MGS銀行の前身行の一つである三葉銀行出身で、「会社の裏方事情を知る仕事」を数多く請け負っていた。
芝野健夫
演 - 柴田恭兵
アカマ自動車執行役員。三葉銀行出身で、三葉時代は鷲津の上司であった。その後三葉を退職して企業再生家（ターンアラウンド・マネージャー）に転身し、鷲津と組んであけぼの光学を立ち上げ経営を軌道に乗せると、その実績を評価されアカマ自動車に役員として迎えられた。アカマをめぐる買収合戦終結後、代表取締役社長に就任する。

### その他の人物
村田丈志
演 - 嶋田久作
鷲津ファンド社員。調査担当。
中延五郎
演 - 志賀廣太郎
鷲津ファンド社員。不動産取引のエキスパート。
野中裕二
演 - 小市慢太郎
東洋テレビ報道局プロデューサー。
デイビッド・ブラックマン
演 - グレゴリー・ペーカー
アメリカの大手投資銀行「スタンリー・ブラザース」の社員で、アカマ自動車ファイナンシャル・アドバイザー。
ジム・ブラウン
演 - クリストファー・ペレグリニ
ブルー・ウォール・パートナーズ社員。
柴崎大輔
演 - 脇崎智史
東洋テレビ報道局ディレクター。
青木
演 - 浜田晃
アカマ自動車の重役。
アンナ
演 - エマ・ハワード
鷲津ファンド社員。鷲津の秘書。
若槻猛
演 - 野村修一
鷲津ファンド社員。
李克仁
演 - 貴島功一朗
ブルー・ウォール・パートナーズ社員。
孫
演 - 明日嘉
ブルー・ウォール・パートナーズ社員。
張健祥
演 - 中村譲
ブルー・ウォール・パートナーズ社員。
坂本
演 - 津田健次郎
スタンリー・ブラザース証券日本支社・社員。
男
演 - 滝藤賢一
公園で劉一華を襲う男。
※最終的な編集段階での脚本の大幅な変更に伴い、石丸謙二郎（裁判長役）などエンドロールに名前だけが登場するが、出演シーンはカットされたキャストも存在する。

## スタッフ
- 監督 - 大友啓史
- 脚本 - 林宏司
- 原作 - 真山仁（講談社文庫）
- 製作 - 富山省吾
- 製作統括 - 岡田円治、小野直路、島谷能成、入江祥雄、安永義郎、喜多埜裕明、石井博之、宮路敬久、大宮敏靖、大月昇、宮本章一
- エグゼクティブ・プロデューサー - 諏訪部章夫、市川南
- 企画・プロデューサー - 訓覇圭、遠藤学
- 製作プロデューサー - 前田光治
- キャスティングプロデューサー - 城戸史朗
- プロダクション統括 - 金澤清美
- 撮影 - 清久素延
- 美術 - 花谷秀文
- 録音 - 湯脇房雄
- 照明 - 川辺隆之
- 編集 - 大庭弘之
- 助監督 - 會田望
- 音楽 - 佐藤直紀
- 音楽プロデューサー - 岩瀬政雄
- 音楽スーパーバイザー - 島津楽貴
- 経済監修 - 森生明
- 経済考証 - 勝又幹英
- 金融考証 - 鎌田伸尚
- 法律考証 - 南賢一
- 製作委員会 - NHKエンタープライズ、東宝、講談社、博報堂DYメディアパートナーズ、ヤフー・ジャパン、TOKYO FM、日本出版販売、TSUTAYAグループ、読売新聞、ニッポン放送
- 製作プロダクション - 東宝映画

## 関連商品
映画の公開に合わせ、2009年5月にドラマのノベライズ本が「TV版 ハゲタカ」として主婦と生活社から発売された。
- TV版 ハゲタカ 「日本を買い叩け！」編、2009年5月22日発売[6]、ISBN 978-4-391-13792-7
- TV版 ハゲタカ 「再生へのバイアウト」編、2009年5月29日発売[7]、ISBN 978-4-391-13793-4

## 受賞歴
- 第33回日本アカデミー賞[8]
  - 優秀主演男優賞（大森南朋）
  - 優秀助演男優賞（玉山鉄二）

## DVD/Blu-Ray
発行 NHKエンタープライズ、販売元 東宝。

## テレビ放送
『映画「ハゲタカ」 －スペシャル・エディション－』と題し、新たに編集を加えた特別編集版を、何年も映画番組の放送が無かったNHK総合テレビにて2010年8月7日の21時から22時48分に「スペシャル・エディション」が放送。
スコープサイズの画面左右をトリミングしたハイビジョンサイズで、尺も約106分と短くなっている。番組冒頭でテレビシリーズのあらすじ紹介が行われた。

## 劇中に登場する「アカマGT」について
アカマ自動車の社長室には、初代から3代目までのアカマGTのミニチュアが飾られている。初代はS310型ダットサン・フェアレディ（1962年 - 1970年）に似せたイメージになっており、2代目はS30型日産・フェアレディZ（1969-1978年）に大型のフロントグリルを付けたようなモデルになっている。このうち初代と3代目は茨城県鉾田市の有限会社イバフルによって実車が製作された。初代はハードトップを装着したNA型ユーノス・ロードスターベースの「ダックスガーデン (DUCKS-GARDEN)・ロードスター311タイプ3」に新しくデザインされたフロントグリルが装着された。3代目にはマツダ・RX-8ベースの「ダックスガーデン・RX-8 ストラーレ (Strale)」が使用された。